# 트리샤 크리슈난
트리샤 크리슈난(힌디어: तृषा कृष्णन, 영어: Trisha Krishnan, 1983년 5월 4일 ~ )은 인도의 배우, 모델이다.

## 출연 작품
- 만카타 (2011)
- 산캄 (2009)
- 스탈린 (2006)
- 아타두 (2005)
- 바르샴 (2004)